# Robert Lösch
Robert Lösch (vor 1875 – nach 1902) war ein Theaterschauspieler und Librettist.

## Leben
Über Löschs Leben ist wenig bekannt. Er spielte bis 1902 am Mannheimer Nationaltheater als "beliebter, beweglicher, urdrolliger jugendlicher Komiker".
Verheiratet war er mit seiner Kollegin Toni Kaden.
Sein Lebensweg nach 1902 ist unbekannt.